# David Bolarinwa
David Bolarinwa (né le 20 octobre 1993 à Londres) est un athlète britannique, spécialiste du sprint.
Ses records sont de 10 s 29 sur 100 (Bedford, 2011) et de 20 s 60 sur 200 m (Ratisbonne, 2013) distance sur laquelle il devient champion d'Europe junior à Tallinn en 2011 en battant son meilleur temps de 1/10e.
Il avait précédemment remporté une médaille de bronze lors des Jeux olympiques de la jeunesse à Singapour en 2010 sur le 100 m (en étant au départ le favori de la course avec un meilleur temps de 10 s 39 et en ayant obtenu le meilleur temps des séries) à laquelle il ajoute une médaille d'argent lors du relais medley des garçons. À Tallinn, un an plus tard, il obtient également le bronze sur 100 m et l'argent avec le relais britannique 4 × 100 m.